# Jean-Antoine Lebrun-Tossa
Pour les articles homonymes, voir Lebrun et Tossa.
Jean-Antoine Brun, dit Jean-Antoine Lebrun-Tossa (Pierrelatte, 24 septembre 1760 - Paris, 29 mars 1837), est un journaliste, auteur dramatique et écrivain français.

## Biographie
Fils de Jacques Antoine, chapelier, et d'Ennemonde Daudel, il entre au séminaire de Saint-Paul-Trois-Châteaux mais, en lisant Voltaire et Rousseau, il perd la foi et devient instituteur. Il enseigne alors à Grenoble puis à Paris où il décide de se consacrer à la littérature.
En 1785, il devient rédacteur en chef du Cabinet des modes mais le périodique, sous un autre nom, disparait en 1793. Il travaille alors à divers journaux républicains et fait représenter des pièces empreintes de l'esprit du temps.
Rédacteur dans les bureaux de la police sous le Directoire, puis au Ministère de l'Intérieur (1800) et à l'administration des droits réunis (1804-1815), ses pièces ont été représentées sur les plus grandes scènes parisiennes de la fin du XVIIIe et du début du XIXe siècle : Théâtre du Palais-Royal, Théâtre des Variétés, Théâtre Montansier, etc.
Il écrivit sous divers pseudonymes tels : l'Aveugle (qui n'y voit que trop clair) ; Lebrun de Grenoble ; Talon-Brusse, marguillier de sa paroisse et rentier consolidé. On lui doit aussi des traductions de l'italien en français.

## Œuvres
Théâtre
- 1792 : Le Mont-Alphéa, opéra en 3 actes et en prose, mêlé d'ariettes, musique de Charles Gabriel Foignet, au théâtre Montansier (6 décembre)
- 1794 : La Folie de Georges, ou l'Ouverture du Parlement d'Angleterre, comédie en 3 actes et en prose, au théâtre de la Cité (23 janvier)
- 1794 : Arabelle et Vascos, ou les Jacobins de Goa, drame lyrique en trois actes, musique de Jean-François Lesueur, à l'Opéra-Comique (22 août)
- 1795 : Le Cabaleur, opéra-comique en 1 acte et en vers, musique de Louis Emmanuel Jadin, à l'Opéra-Comique (11 janvier)
- 1795 : Le Savoir-faire, opéra-comique en 2 actes, mêlé d'ariettes, musique d'Antoine-Frédéric Gresnick, au théâtre Louvois (4 août)
- 1797 : Les Faux Mendiants, opéra-comique en 1 acte et en vers, musique d'Antoine-Frédéric Gresnick, au théâtre Louvois
- 1798 : L'Honnête Aventurier, comédie en 1 acte et en vers, au théâtre Montansier (28 mai)
- 1798 : Le 18 Fructidor, hymne républicain, musique de Étienne-Nicolas Méhul, au Conservatoire (4 septembre)
- 1801 : La Jolie Parfumeuse, ou la Robe de conseiller, vaudeville en 1 acte, avec P.G.A. Bonel, au théâtre du Palais-Royal (4 novembre)

Varia
- 1789 : Le Père éternel démocrate, ou le Vainqueur de la Bastille en paradis malgré saint Pierre (S.l.n.d.)
- 1789 : Troubles qui ont eu lieu à Saint-Étienne dans le Forez, drapeau rouge déployé. Vol de 40 000 fusils (S.l.n.d.)
- 1798 : L'Anti-prêtre, ou Coup-d'œil sur les rapports de la religion avec la politique et la morale, Paris, Les marchands de nouveautés
- 1800 : Porte-feuille politique d'un ex-employé au ministère de la Police générale, ou Essai sur l'instruction publique
- 1801 : Le Terne à la loterie ou les Aventures d'une jeune dame écrites par elle-même et traduites de l'italien (de Pietro Chiari), Paris, chez Debray
- 1812 : Mes révélations sur M. Étienne, les Deux Gendres et Conaxa , Paris, J.C. Dentu éditeur
- 1812 : Supplément à Mes révélations, en réponse à MM. Étienne et Hoffmann, Paris, J.C. Dentu éditeur
- 1815 : La Patrie avant tout. Eh ! que m'importe Napoléon, Laurent-Beaupré
- 1817 : L'Évangile et le budget, ou Les réductions faciles, Paris, chez Plancher et chez Delaunay
- 1817 : Voltaire jugé par les faits, Paris, chez Plancher et chez Delaunay
- 1818 : Consciences littéraires d'à-présent, avec un tableau de leurs valeurs comparées, indiquant de plus les degrés de talent et d'esprit, par un jury de vrais libéraux, Paris, chez Plancher
- 1830 : Plus de charte octroyée ! Plus de noblesse héréditaire !, Paris, Les marchands de nouveautés